# Mae Whitman
Mae Margaret Whitman (Los Angeles, 9 giugno 1988) è un'attrice e doppiatrice statunitense.

## Biografia
Figlia unica, nata dal matrimonio dell'attrice Pat Musick con il truccatore Jeffrey Whitman. Ha fatto il suo debutto cinematografico a 6 anni, con il film Amarsi. È protagonista, tra gli altri, nel film L'A.S.S.O. nella manica assieme a Robbie Amell e Bella Thorne.
È anche una doppiatrice molto attiva nel campo dell'animazione e dei videogiochi; tra le varie interpretazioni nel settore, ha prestato la sua voce in lingua originale a Suzy nella serie Johnny Bravo, a Trilli in tutti i film di Disney Fairies a lei dedicati, e ad April O'Neil nella serie del 2012 delle Teenage Mutant Ninja Turtles.

## Filmografia

### Attrice

#### Cinema
- Amarsi (When a Man Loves a Woman), regia di Luis Mandoki (1994)
- Mariti imperfetti (Bye Bye Love), regia di Sam Weisman (1995)
- Independence Day, regia di Roland Emmerich (1996)
- Un giorno... per caso (One Fine Day), regia di Michael Hoffman (1996)
- Conflitto di interessi (The Gingerbread Man), regia di Robert Altman (1998)
- Ricominciare a vivere (Hope Floats), regia di Forest Whitaker (1998)
- In fuga per la libertà (An American Rhapsody), regia di Éva Gárdos (2001)
- Going Shopping, regia di Henry Jaglom (2005)
- Bondage, regia di Eric Allen Bell (2006)
- Love's Abiding Joy, regia di Michael Landon Jr. (2006)
- Boogeyman 2 - Il ritorno dell'uomo nero (Boogeyman 2), regia di Jeff Betancourt (2007)
- Come un uragano (Nights in Rodanthe), regia di George C. Wolfe (2008)
- Spring Breakdown, regia di Ryan Shiraki (2009)
- Barry Munday - Papà all'improvviso (Barry Munday), regia di Chris D'Arienzo (2010)
- Scott Pilgrim vs. the World, regia di Edgar Wright (2010)
- Noi siamo infinito (The Perks of Being a Wallflower), regia di Stephen Chbosky (2012)
- The Factory - Lotta contro il tempo (The Factory), regia di Morgan O'Neill (2012)
- Un milione di modi per morire nel West (A Million Ways to Die in the West), regia di Seth MacFarlane (2014) - non accreditata
- L'A.S.S.O. nella manica (The DUFF), regia di Ari Sandel (2015)
- Scherzi della natura (Freaks of Nature), regia di Robbie Pickering (2015)
- Operator, regia di Logan Kibens (2016)
- CHiPs, regia di Dax Shepard (2017)
- Approaching a Breakthrough, regia di Noah Pritzker (2017) - cortometraggio
- Bernard and Huey, regia di Dan Mirvish (2017)
- Duck Butter, regia di Miguel Arteta (2018)
- Valley Girl, regia di Rachel Lee Goldenberg (2020)

#### Televisione
- Naomi & Wynonna: Love Can Build a Bridge, regia di Bobby Roth - film TV (1995)
- Degree of Guilt, regia di Mike Robe - film TV (1995)
- Chicago Hope - serie TV, 17 episodi (1996-1999)
- After Jimmy, regia di Glenn Jordan - film TV (1996)
- Ultime dal cielo (Early Edition) - serie TV, episodio 1x02 (1996)
- Friends - serie TV, episodio 3x10 (1996)
- Merry Christmas, George Bailey - speciale televisivo (1997)
- JAG - Avvocati in divisa (JAG) - serie TV, 8 episodi (1998-2001)
- Un amore invisibile (Invisible Child), regia di Joan Micklin Silver - film TV (1999)
- Giudice Amy (Judging Amy) - serie TV, episodio 1x05 (1999)
- Providence - serie TV, episodi 2x08-2x09 (1999)
- A Natale tutto è possibile (A Season for Miracles), regia di Michael Pressman - film TV (1999)
- State of Grace - serie TV, 40 episodi (2001-2004)
- Presidio Med - serie TV, episodio 1x03 (2002)
- Century City - serie TV, episodio 1x06 (2004)
- Cold Case - Delitti irrisolti (Cold Case) - serie TV, episodio 1x23 (2004)
- CSI - Scena del crimine (CSI: Crime Scene Investigation) - serie TV, episodio 5x10 (2004)
- Arrested Development - Ti presento i miei (Arrested Development) - serie TV, 16 episodi (2004-2013)
- Phil dal futuro (Phil of the Future) - serie TV, episodio 2x17 (2006)
- Jesse Stone: Death in Paradise, regia di Robert Harmon - film TV (2006)
- Thief - Il professionista (Thief) - miniserie TV, 6 episodi (2006)
- Desperate Housewives - serie TV, episodio 3x05 (2006)
- Grey's Anatomy - serie TV, episodi 3x11-3x12 (2007)
- Justice - Nel nome della legge (Justice) - serie TV, episodio 1x13 (2007)
- Terrore nel buio (Lost in the Dark), regia di Robert Malenfant - film TV (2007)
- Ghost Whisperer - Presenze (Ghost Whisperer) - serie TV, episodio 3x02 (2007)
- E.R. - Medici in prima linea (ER) - serie TV, episodio 14x06 (2007)
- Law & Order: Special Victims Unit - serie TV, episodio 9x11 (2008)
- Good Behavior - episodio pilota scartato (2008)
- In Treatment - serie TV, 5 episodi (2008-2010)
- Acceptance, regia di Sanaa Hamri - film TV (2009)
- Criminal Minds - serie TV, episodio 5x05 (2009)
- Jesse Stone: Nessun rimorso (Jesse Stone: No Remorse), regia di Robert Harmon - film TV (2010)
- Parenthood – serie TV, 98 episodi (2010-2015)
- Weeds - serie TV, episodio 8x03 (2012)
- Web Therapy - serie web, episodi 5x28-5x29-5x30 (2013)
- Web Therapy - serie TV, episodi 3x06-3x07 (2013)
- Masters of Sex - serie TV, episodio 1x03 (2013)
- Suburgatory - serie TV, episodio 3x05 (2014)
- Drunk History - serie TV, episodio 4x04 (2016)
- Una mamma per amica - Di nuovo insieme (Gilmore Girls - A Year in the Life) - serie TV, episodio 1x02 (2016)
- Room 104 - serie TV, episodio 1x08 (2017)
- Good Girls - serie TV (2018-2021)
- American Experience - serie TV, 1 episodio (2020)
- Kidding - Il fantastico mondo di Mr. Pickles (Kidding) - serie TV, 1 episodio (2020)
- Up Here - serie TV (2023)

### Doppiatrice

#### Cinema
- Topolino e la magia del Natale (Mickey's Once Upon a Christmas), regia di Jun Falkenstein, Alex Mann, Bradley Raymond, Toby Shelton, Bill Speers (1999)
- La famiglia della giungla (The Wild Thornberrys Movie), regia di Cathy Malkasian, Jeff McGrath (2002)
- Il libro della giungla 2 (Jungle Book 2), regia di Steve Trenbirth (2003)
- Teacher's Pet, regia di Timothy Björklund (2004)
- Trilli (Tinker Bell), regia di Bradley Raymond (2008)
- Trilli e il tesoro perduto (Tinker Bell and the Lost Treasure), regia di Klay Hall (2009)
- The Modifyers (2010) - cortometraggio
- Trilli e il grande salvataggio (Tinker Bell and the Great Fairy Rescue), regia di Bradley Raymond (2010)
- Scott Pilgrim vs. the Animation (2010) - cortometraggio
- Rugrats, regia di Ryan Perez (2012) - cortometraggio
- Trilli e il segreto delle ali (Secret of the Wings), regia di Roberts Gannaway, Peggy Holmes (2012)
- Si alza il vento (The Wind Rises), regia di Hayao Miyazaki (2013)
- Trilli e la nave pirata (The Pirate Fairy), regia di Peggy Holmes (2014)
- AJ's Infinite Summer, regia di Robert Alvarez, Phil Rynda (2014) - cortometraggio
- Trilli e la creatura leggendaria (Tinker Bell and the Legend of the NeverBeast), regia di Steve Loter (2014)
- Live Action Frozen with Bella Thorne and Mae Whitman, regia di Andrew Bush (2014) - cortometraggio
- Rock Dog, regia di Ash Brannon (2016)
- Dear Angelica, regia di Saschka Unseld (2017) - cortometraggio
- A Dog & Pony Show, regia di Demetrius Navarro (2018)

#### Televisione
- Duckman - serie TV, episodio 3x05 (1996)
- What a Cartoon (The What a Cartoon Show) - serie TV, episodi 1x03-1x36 (1996-1997)
- Johnny Bravo - serie TV, 56 episodi (1997-2004)
- Le avventure di Superman (Superman: The Animated Series) - serie TV, episodio 2x13 (1997)
- I misteri di Silvestro e Titti - serie TV, 1 episodio (1999)
- Jingle Bells, regia di Bert Ring (1999) - film TV
- La famiglia della giungla (The Wild Thornberrys) - serie TV, episodio 2x22 (2000)
- Godzilla: The Series - serie TV, episodio 2x12 (2000)
- Teacher's Pet - serie TV, 4 episodi (2000-2001)
- Max Steel - serie TV, episodio 2x01 (2001)
- Le avventure di Jackie Chan (Jackie Chan Adventures) - serie TV, episodio 2x21 (2001)
- The Zeta Project - serie TV, episodio 2x12 (2002)
- Fillmore! - serie TV, 7 episodi (2002-2004)
- Whatever Happened to Robot Jones? - serie TV, episodio 2x03 (2003)
- The Happy Elf, regia di John Rice (2005) - film TV
- American Dragon: Jake Long - serie TV, 21 episodi (2005-2007)
- Avatar - La leggenda di Aang (Avatar: The Last Airbender) - serie TV, 61 episodi (2005-2008)
- I Griffin (Family Guy) - serie TV, 26 episodi (2008-2017)
- Glenn Martin DDS - serie TV, episodi 1x01-1x12 (2009)
- The Cleveland Show - serie TV, episodi 1x06-1x10 (2009-2010)
- Batman: The Brave and the Bold - serie TV, episodi 2x16-2x19 (2010)
- I Giochi della Radura Incantata (Pixie Hollow Games), regia di Bradley Raymond - speciale TV (2011)
- Robot Chicken - serie TV, episodio 5x16 (2011)
- Teenage Mutant Ninja Turtles - Tartarughe Ninja (Teenage Mutant Ninja Turtles) – serie TV, 93 episodi (2012-2017)
- Dragons - serie TV, 30 episodi (2012-2017)
- Young Justice - serie TV, 6 episodi (2012-2013)
- Jake e i pirati dell'Isola che non c'è (Jake and the Never Land Pirates) - serie TV, episodio 2x39 (2013) - non accreditata
- American Dad - serie TV, episodi 9x01-9x07-9x19 (2013-2014)
- Pixie Hollow Bake Off, regia di Elliot M. Bour (2014) - film TV
- DC Super Hero Girls - serie TV, 33 episodi (2015-2017)
- Super Hero High, regia di Jennifer Coyle (2016) - film TV
- DC Super Hero Girls: Hero of the Year, regia di Cecilia Aranovich (2016) - film TV
- Voltron: Legendary Defender - serie TV, episodio 2x02 (2017)
- DC Super Hero Girls: Intergalactic Games, regia di Cecilia Aranovich (2017) - film TV
- Big Mouth - serie TV, episodio 1x08 (2017)
- Invincible – serie animata, 8 episodi (2021)
- Scott Pilgrim - La serie (Scott Pilgrim Takes Off) - serie animata (2023)

#### Videogiochi
- EverQuest II - videogioco (2004)
- Kingdom Hearts II - videogioco (2005)
- Dirge of Cerberus: Final Fantasy VII - videogioco (2006)
- Avatar: The Last Airbender - videogioco (2006)
- Cartoon Network Racing - videogioco (2006)
- Kingdom Hearts II: Final Mix+ - videogioco (2007)
- The Legend of Spyro: The Eternal Night - videogioco (2007)
- Avatar: The Last Airbender - The Burning Earth - videogioco (2007)
- Avatar: The Last Airbender - Into the Inferno - videogioco (2008)
- Nicktoons MLB - videogioco (2011)
- Family Guy: Back to the Multiverse - videogioco (2012)
- Nickelodeon Teenage Mutant Ninja Turtles - videogioco (2013)
- Young Justice: Legacy - videogioco (2013)
- Disney Infinity: Marvel Super Heroes - videogioco (2014)
- Teenage Mutant Ninja Turtles: Danger of the Ooze - videogioco (2014)
- Disney Infinity 3.0 - videogioco (2015)
- Prey - videogioco (2017)

## Riconoscimenti
- 2015 – Teen Choice Awards[1]
  - Candidatura come miglior attrice in un film commedia per L'A.S.S.O. nella manica
  - Candidatura al miglior bacio con Robbie Amell per L'A.S.S.O. nella manica

## Doppiatrici italiane
Nelle versioni in lingua italiana dei suoi lavori, Mae Whitman è stata doppiata da:
- Gemma Donati in Amarsi, Un giorno, per caso, Ricominciare a vivere, Desperate Housewives, Criminal Minds
- Domitilla D'Amico in Friends, Cold Case - Delitti irrisolti, Suburgatory
- Veronica Puccio in Conflitto di interessi, Come un uragano
- Perla Liberatori in Grey's Anatomy, The Factory - Lotta contro il tempo
- Erica Necci in Spring Breakdown, L'A.S.S.O. nella manica
- Eva Padoan in Arrested Development - Ti presento i miei
- Benedetta Ponticelli in Thief - Il professionista
- Letizia Scifoni in CSI - Scena del crimine
- Rachele Paolelli in Ghost Whisperer - Presenze
- Emanuela Damasio in Scott Pilgrim vs. the World
- Patrizia Mottola in A Natale tutto è possibile
- Joy Saltarelli in Noi siamo infinito
- Claudia Pittelli in Boogeyman 2
- Letizia Ciampa in In Treatment
- Rossa Caputo in Parenthood
- Jolanda Granato in Good Girls

Da doppiatrice è sostituita da:
- Joy Saltarelli in Trilli, Trilli e il tesoro perduto,  Trilli e il grande salvataggio, Teenage Mutant Ninja Turtles - Tartarughe Ninja, Trilli e il segreto delle ali, I Giochi della Radura Incantata, Trilli e la nave pirata, Trilli e la creatura leggendaria
- Veronica Puccio ne Il libro della giungla 2, Johnny Bravo, Rock Dog
- Letizia Ciampa in Teacher's Pet
- Ilaria Latini in Avatar - La leggenda di Aang
- Letizia Scifoni in American Dragon: Jake Long
- Valentina Favazza in Dragons
- Beatrice Caggiula in The Legend of Spyro: The Eternal Night
- Lucrezia Marricchi in The Owl House - Aspirante strega